# Ingolf Schanche
Ingolf Findregaard Schanche (Bergen, 13 giugno 1877 – 15 aprile 1954) è stato un attore e regista teatrale norvegese, trascorse la maggior parte della sua carriera al Nationaltheatret di Oslo.

## Biografia
Schanche nacque a Bergen, figlio del comandante navale Christian Fredrik Grøner Schanche (1847–1918) e di Ida PM Larsen (1848–1896). Nel luglio 1905 si sposò con l'attrice Ragnhild Fredriksen (1882-1963).

## Carriera
Debuttò nel 1897 sul palcoscenico del teatro Den Nationale Scene di Bergen nella commedia di Peter Egge Stridsmænd, teatro in cui rimase a lavorare per due stagioni. All'inizio del 1899 andò a recitare al teatro Sekondteatret di Oslo di Ludovica Levy e Dore Lavik. Nel 1905 iniziò a lavorare al Nationaltheatret, dove rimase fino al 1928, quando divenne attore e manager del Det Nye Teater, inaugurato nel 1929.

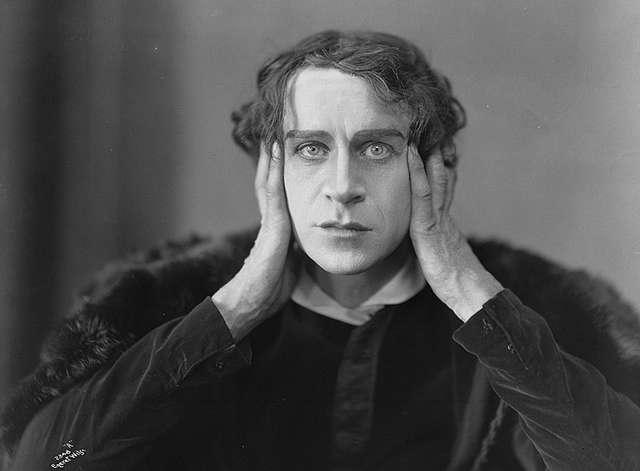
Ingolf Schanche nel ruolo di Amleto.

Dal 1931 al 1942 lavorò nuovamente al Nationaltheatret. Schanche apparve anche in numerosi film a partire dal cortometraggio muto del 1913 diretto da Carl Gandrup Under Kniven. La sua ultima apparizione cinematografica fu nel 1939 nel film drammatico in lingua svedese di Sigurd Wallén, Mot nya tider.
Durante gli anni '20 fu spesso ospite nei teatri di Helsinki, Stoccolma e Copenaghen. Interpretò vari ruoli comici come il "Conte Danilo" in La vedova allegra di Franz Lehár, personaggi di Ibsen come "Bishop Nikolas" e "Gregers Werle", il personaggio di Bjørnson "Paul Lange" e "Fedja" nell'opera di Tolstoy The Living Corpse. Il culmine della sua carriera fu con "Amleto" di Shakespeare, ruolo che interpretò nel 1921. 

## Filmografia

### Cinema
- Under Kniven, regia di Carl Gandrup (1913)
- I dødens brudeslør, regia di Gunnar Helsengreen (1913)
- Menneskeskæbner, regia di Gunnar Helsengreen (1914)
- Med 100 hestes kraft (1914)
- Proletargeniet, regia di Gunnar Helsengreen (1914)
- Sufragetten (1915)
- Mot nya tider, regia di Sigurd Wallén (1939)

## Onorificenze
Schanche fu un membro onorario dell'Unione svedese per il teatro, gli artisti e i media, Cavaliere dell'Ordine di Vasa e nel 1937 fu nominato Cavaliere di Prima Classe dell'Ordine reale norvegese di Sant'Olav.